# 빈센트 토머스 다리

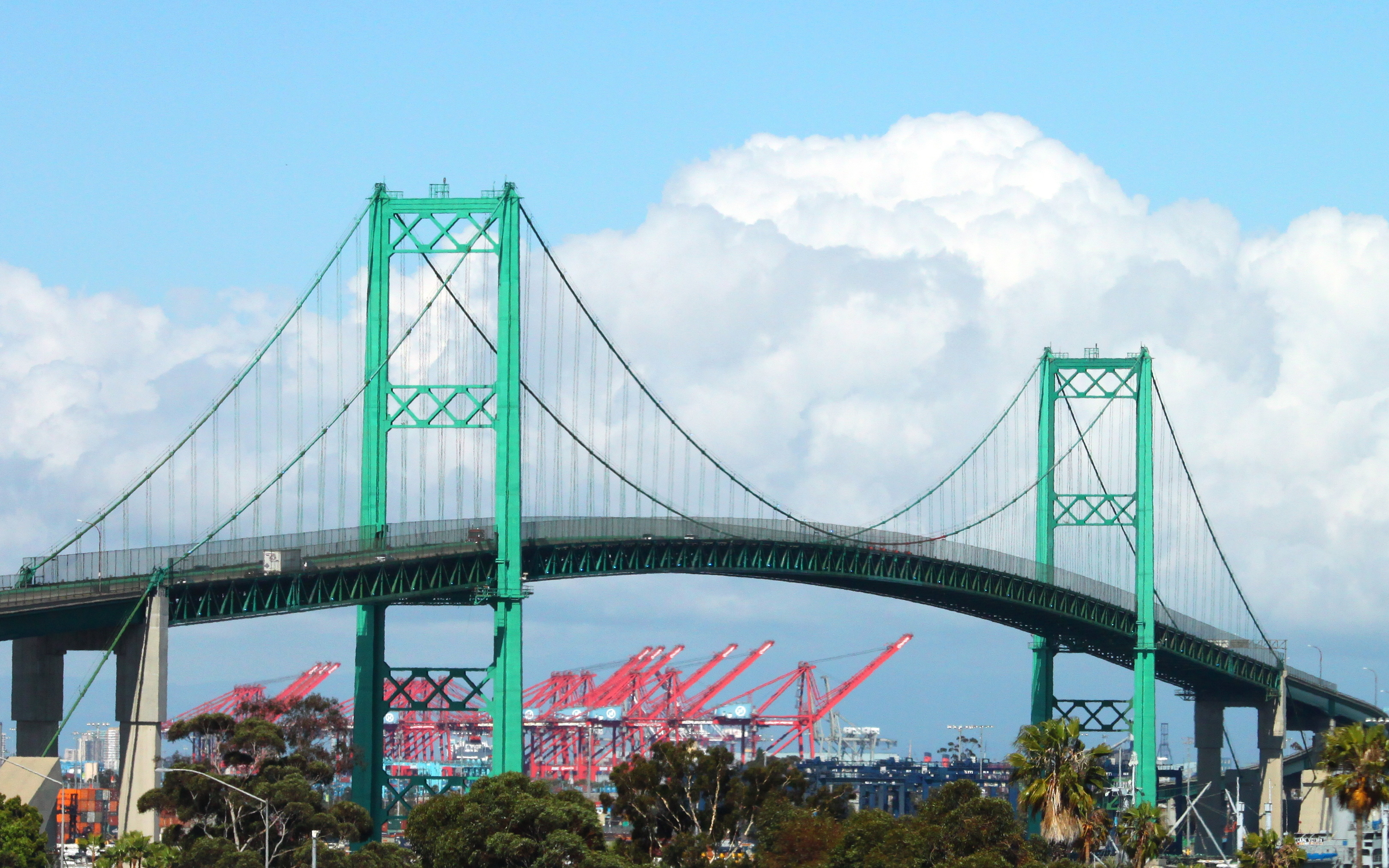
빈센트 토머스 다리

빈센트 토머스 다리(Vincent Thomas Bridge)는 미국 캘리포니아주 로스앤젤레스의 다리로, 샌피드로와 터미널섬을 잇는다.

## 같이 보기
- 터미널섬